# SS Kentuckian
Le SS Kentuckian est un cargo américain construit en 1910 pour l'American-Hawaiian Steamship Company. Pendant la Première Guerre mondiale, il sert de transport pour l'United States Army sous le nom d'USAT Kentuckian, puis de transport pour l'United States Navy sous le nom d'USS Kentuckian (ID-1544).